# Derrington-Francis
Derrington-Francis, pełna nazwa Derrington-Francis Racing Team – dawny brytyjski konstruktor i zespół Formuły 1 założony w 1964 roku przez Vika Derringtona i Alfa Francisa, który był dodatkowo projektantem. Szefem zespołu był Stirling Moss. Derrington-Francis wziął udział w jednym wyścigu – Grand Prix Włoch w sezonie 1964. Jego kierowcą był Mário de Araújo Cabral (nie ukończył wyścigu z powodu defektu zapłonu na 25 okrążeniu). Były plany, by Cabral brał udział w dalszej części sezonu, ale nie doszło to do skutku z powodu uszkodzenia nadwozia bolidu przez Dana Gurneya podczas prywatnych testów. Nigdy potem zespół Derrington-Francis Racing Team nie uczestniczył w wyścigach Formuły 1.

## Formuła 1
Zespół został utworzony w 1964 roku przez Vika Derringtona (producenta i dostawcę części samochodowych) i Alfa Francisa (głównego mechanika Stirlinga Mossa), a jego baza została ulokowana w Sasso Marconi w Bolonii we Włoszech. Projektantem został Alf Francis, szefem – Stirling Moss.
Francis i Derrington po rozpadzie ATS uzyskali pojazd z poprzedniego sezonu, ATS 100, który powstał na bazie Ferrari 156. W 1964 przerobili go, skrócili rozstaw osi, stworzyli całkowicie nowe nadwozie z aluminium, podwozie skrócili o sześć cali, zamontowali oryginalny silnik A.T.S. 1.5 V8, sześciobiegową skrzynię biegów Colotti Francis, wyposażony został w opony Goodyear. Nazwa samochodu została zmieniona na Derrington Francis. Derrington Francis był uznawany za oryginalny ATS 100, w późniejszym czasie Mike Lawrence uznał go za inny bolid i stwierdził, że będzie go nazywać Derrington-Francis ATS, ponieważ w stosunku do ATS 100 mało się różnił, można go więc uznać za ten sam bolid.
Bolid był testowany na Autodromo Nazionale di Monza przed wyścigiem o Grand Prix Włoch.
Portugalczyk Mário de Araújo Cabral do pierwszego wyścigu zespołu został zgłoszony z numerem 50. Kwalifikacje do wyścigu Grand Prix Włoch wygrał John Surtees z Ferrari. Cabral stracił do Surteesa ponad sześć sekund, mimo to zdołał zakwalifikować się do wyścigu na 19 pozycji. Cabral po zaciętej walce (przez 20 okrążeń) z Peterem Revsonem i Maurice Trintignantem nie ukończył wyścigu, wycofując się z niego na 25 okrążeniu po zatrzymaniu pracy silnika z powodu problemów z zapłonem. 
Gdy w ciągu sezonu podczas prywatnych testów pojazdu Dan Gurney uszkodził nadwozie, zespół już nigdy nie wziął udziału w wyścigu.
Bolid Derrington Francis wziął udział w 2006 roku podczas Goodwood Revival w Anglii wyścigu samochodów Formuły 1 z lat 60. XX w., we wrześniu 2007 roku ponownie brał udział w tym wyścigu. W 2010 roku bolid zaprezentowano podczas Grand Prix de l'Age d'Or 2010.

## Wyniki w Formule 1
| Legenda oznaczeń w tabelach wyników Wyświetl szablon na nowej stronie | Legenda oznaczeń w tabelach wyników Wyświetl szablon na nowej stronie                                                                     |
| Oznaczenie                                                            | Wyjaśnienie |
| --------------------------------------------------------------------- | --- |
| Złoty                                                                 | Zwycięzca lub mistrzostwo |
| Srebrny                                                               | 2. miejsce lub wicemistrzostwo |
| Brązowy                                                               | 3. miejsce lub II wicemistrzostwo |
| Zielony                                                               | Ukończył, punktował (w klasyfikacji generalnej, gdy zdobył co najmniej jeden punkt na przestrzeni sezonu, poza trzema powyższymi opcjami) |
| Niebieski                                                             | Ukończył, nie punktował (w klasyfikacji generalnej, gdy nie zdobył co najmniej jednego punktu na przestrzeni sezonu)                      |
| Czerwony                                                              | Nie zakwalifikował się (NZ) |
| Czerwony                                                              | Nie prekwalifikował się (NPK) |
| Różowy                                                                | Nie ukończył (NU) |
| Różowy                                                                | Niesklasyfikowany (NS) (w klasyfikacji generalnej, gdy nie został sklasyfikowany w żadnym wyścigu sezonu)                                 |
| Czarny                                                                | Zdyskwalifikowany (DK) |
| Czarny                                                                | Wykluczony (WYK/EX) |
| Biały                                                                 | Nie wystartował (NW) |
| Biały                                                                 | Kontuzjowany (K/INJ) |
| Biały                                                                 | Wyścig odwołany (OD/C) |
| Bez koloru                                                            | Został wycofany (WYC/WD) |
| Bez koloru                                                            | Nie przybył (NP/DNA) |
| Bez koloru                                                            | Nie brał udziału w treningach (NT/DNP) |
| Bez koloru                                                            | Nie został zgłoszony (–) |
| Pogrubienie                                                           | Start z pole position |
| Kursywa                                                               | Najszybsze okrążenie wyścigu |
| †                                                                     | Nie ukończył, ale jego rezultat został zaliczony ze względu na przejechanie więcej niż 90% dystansu wyścigu.                              |
| *                                                                     | Sezon w trakcie |
| 1/2/3                                                                 | Punktowana pozycja w sprincie kwalifikacyjnym                                                                                             |
| Lista systemów punktacji Formuły 1                                    | |

| Sezon | Konstruktor        | Silnik | Kierowcy               | Wyniki w poszczególnych eliminacjach | Wyniki w poszczególnych eliminacjach | Wyniki w poszczególnych eliminacjach | Wyniki w poszczególnych eliminacjach | Wyniki w poszczególnych eliminacjach | Wyniki w poszczególnych eliminacjach | Wyniki w poszczególnych eliminacjach | Wyniki w poszczególnych eliminacjach | Wyniki w poszczególnych eliminacjach | Wyniki w poszczególnych eliminacjach | Wyniki kierowców | Wyniki kierowców | Wyniki konstruktora | Wyniki konstruktora |
| Sezon | Konstruktor        | Silnik | Kierowcy               | MON                                  | HOL                                  | BEL                                  | FRA                                  | GBR                                  | DEU                                  | AUT                                  | ITA                                  | USA                                  | MEX                                  | Punkty           | Pozycja          | Punkty              | Pozycja             |
| ----- | ------------------ | ------ | ---------------------- | ------------------------------------ | ------------------------------------ | ------------------------------------ | ------------------------------------ | ------------------------------------ | ------------------------------------ | ------------------------------------ | ------------------------------------ | ------------------------------------ | ------------------------------------ | ---------------- | ---------------- | ------------------- | ------------------- |
| 1964  | Derrington-Francis | ATS    | Mário de Araújo Cabral | -                                    | -                                    | -                                    | -                                    | -                                    | -                                    | -                                    | NU                                   | -                                    | -                                    | 0                | NS               | 0                   | NS                  |

## Informacje techniczne
| Sezon | Zespół                         | Podwozie           | Silnik (Typ)  | Opony    |
| ----- | ------------------------------ | ------------------ | ------------- | -------- |
| 1964  | Derrington-Francis Racing Team | Derrington Francis | A.T.S. 1.5 V8 | Goodyear |
| Razem | 1                              | 1                  | 1             | 1        |
| Sezon | Zespół                         | Podwozie           | Silnik (Typ)  | Opony    |